# 拉迪姆诺
拉迪姆诺（波蘭語：Radymno）是波兰喀尔巴阡山省的一个镇。